# NGC 235

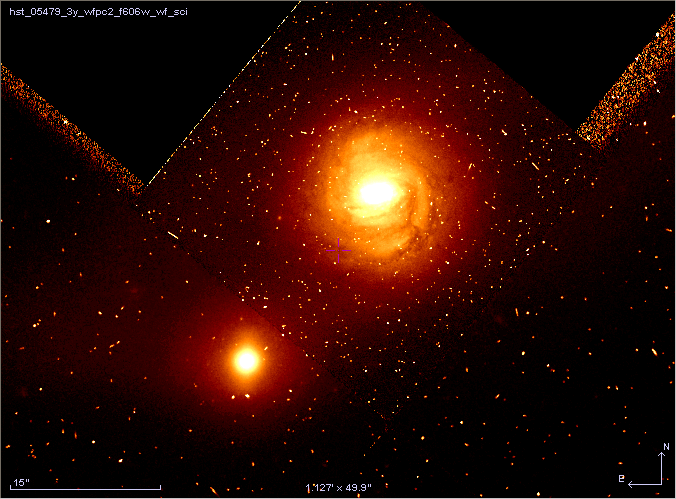
NGC 235 par le télescope spatial Hubble.

NGC 235 est une galaxie lenticulaire située dans la constellation de la Baleine. Elle a été découverte par l'astronome américain Francis Leavenworth en 1886.

## Caractéristiques
Sa vitesse par rapport au fond diffus cosmologique est de 6 371 ± 29 km/s, ce qui correspond à une distance de Hubble de 94,0 ± 6,6 Mpc (∼307 millions d'al).
Selon la base de données Simbad, NGC 235 est une galaxie de Seyfert de type 2.

## Paire de galaxies
La distance de Hubble de la galaxie PGC 2570 (NGC 235B, sur le site de Wolfgang Steinicke) est égale à 95,94 ± 6,80 Mpc (∼313 millions d'al),  soit à une distance semblable à celle de NGC 235. Ces deux galaxies constituent probablement une paire physique de galaxie.